# Rakousko-rumunská aliance
Rakousko-rumunská aliance vycházela z podpisu tajné vojenské dohody, podepsané 30. října 1883 mezi Rakousko-Uherskem a Rumunskem. Ve stejný den se k dohodě připojilo i Německo.

## Obsah dohody
Tato dohoda obsahovala rakouský závazek poskytnutí pomoci Rumunsku v případě nevyprovokovaného napadení. Rumunsko pak mělo recipročně poskytnout pomoc Rakousku jen v případě napadení státem, s nímž má Rakousko společnou státní hranici. Touto formulací bylo myšleno Rusko. 
Smlouva měla účinnost pět let a byla periodicky obnovována až do roku 1916. Stejně jako obdobná rakousko-srbská dohoda byla postavena na osobě panovníka a před iredentisticky orientovanou veřejností zamlčena.

## Čtyřspolek
Toto alianční schéma, skrze něž bylo Rumunsko navázáno na centrální mocnosti bývá občas nesprávně označováno jako Čtyřspolek.